# Lutas nos Jogos Pan-Americanos de 2011 - Livre até 55 kg masculino
A categoria até 55 kg masculino foi um dos eventos da luta livre nos Jogos Pan-Americanos de 2011. Foi disputada em 23 de outubro no Ginásio do CODE II com sete lutadores, cada um representando um país.

## Calendário
Horário local (UTC-6).
| Data          | Horário | Fase                |
| ------------- | ------- | ------------------- |
| 23 de outubro | 10:08   | Quartas-de-final    |
| 23 de outubro | 11:04   | Semifinal           |
| 23 de outubro | 18:00   | Disputa pelo bronze |
| 23 de outubro | 18:08   | Final               |

## Medalhistas
| Ouro   | DOM Juan Ramírez Beltré                       |
| Prata  | USA Obenson Blanc                             |
| Bronze | CAN Steven Takahashi ECU Juan Carlos Valverde |

## Resultados

### Chave
| Quartas-de-final | Quartas-de-final         | Quartas-de-final | Quartas-de-final | Quartas-de-final |  |  | Semifinal | Semifinal                | Semifinal | Semifinal | Semifinal |  |  | Final | Final                   | Final | Final | Final |
|                  |                          |                  |                  |                  |  |  |           |                          |           |           |           |  |  |       |                         |       |       |       |
|                  |                          |                  |                  |                  |  |  |           |                          |           |           |           |  |  |       |                         |       |       |       |
|                  |                          |                  |                  |                  |  |  |           | USA Obenson Blanc        | 2         | 6         |           |  |  |       |                         |       |       |       |
|                  | CAN Steven Takahashi     | 1                | 4                |                  |  |  |           | CAN Steven Takahashi     | 0         | 0         |           |  |  |       |                         |       |       |       |
|                  | CHI André Quispe         | 1                | 1                |                  |  |  |           |                          |           |           |           |  |  |       | USA Obenson Blanc       | 0     | 1     |       |
|                  | DOM Juan Ramírez Beltré  | 7                | 3                |                  |  |  |           |                          |           |           |           |  |  |       | DOM Juan Ramírez Beltré | 1     | 2     |       |
|                  | GUA Luis Orantes         | 0                | 0                |                  |  |  |           | DOM Juan Ramírez Beltré  | 6         |           |           |  |  |       |                         |       |       |       |
|                  | ECU Juan Carlos Valverde | 3                | 6                |                  |  |  |           | ECU Juan Carlos Valverde | 1         |           |           |  |  |       |                         |       |       |       |
|                  | VEN Fernando Paredes     | 2                | 0                |                  |  |  |           |                          |           |           |           |  |  |       |                         |       |       |       |

### Repescagem
|  | Primeira rodada      | Primeira rodada      | Primeira rodada |  |  | Disputa pelo bronze  | Disputa pelo bronze  | Disputa pelo bronze |
|  |                      |                      |                 |  |  |                      |                      |                     |
|  |                      |                      |                 |  |  |                      |                      |                     |
|  |                      |                      |                 |  |  | Bye                  |                      |                     |
|  | CAN Steven Takahashi | CAN Steven Takahashi |                 |  |  | CAN Steven Takahashi | CAN Steven Takahashi |                     |
|  | Bye                  |                      |                 |  |  |                      |                      |                     |
|  |                      |                      |                 |  |  |                      |                      |                     |
|  |                      |                      |                 |  |  |                      |                      |                     |
|  |                      |                      |                 |  |  |                      |                      |                     |

|  | Primeira rodada  | Primeira rodada  | Primeira rodada |  |  | Disputa pelo bronze | Disputa pelo bronze | Disputa pelo bronze |
|  |                  |                  |                 |  |  |                     |                     |                     |
|  |                  |                  |                 |  |  |                     |                     |                     |
|  |                  |                  |                 |  |  | ECU Juan Valverde   | ECU Juan Valverde   | 2 3                 |
|  | GUA Luis Orantes | GUA Luis Orantes |                 |  |  | GUA Luis Orantes    | GUA Luis Orantes    | 4 1                 |
|  | Bye              |                  |                 |  |  |                     |                     |                     |
|  |                  |                  |                 |  |  |                     |                     |                     |
|  |                  |                  |                 |  |  |                     |                     |                     |
|  |                  |                  |                 |  |  |                     |                     |                     |